# اردیبهشت (روزنامه)
اردیبهشت نام یکی از مطبوعات استان فارس در دوران پهلوی اول است.
این روزنامه از سال ۱۳۰۴ خورشیدی به وسیله خانم خدیجه، در شیراز به چاپ رسیده‌است.